# John Lathan
John George Lathan (sinh ngày 12 tháng 4 năm 1952) là một cựu cầu thủ bóng đá người Anh thi đấu ở vị trí tiền vệ cho Sunderland.